# Superkind
Superkind (en hangul, 슈퍼카인드; romanización revisada, Syupeokaindeu; McCune-Reischauer, Syup'ŏk'aindŭ; estilizado en mayúsculas) fue  un grupo masculino surcoreano formado por Deep Studio Entertainment en 2022. El mismo está compuesto por siete integrantes: Eugene, Geon, Daemon, Saejin, SiO, Seung y JDV. Superkind debutó el 20 de junio de 2022 hasta su separación el 11 de abril de 2025.

## Nombre
El nombre del grupo es un anagrama de «Nuke», «Prid» y «S», donde Nuke se refiere a los integrantes virtuales y Prid a los integrantes reales. Por otro lado, la S es la misteriosa entidad que los une. El nombre Superkind refleja la búsqueda del grupo por encontrar la S y completar el anagrama.

## Historia

### 2019-presente: Formación y debut
En 2019, Deep Studio Entertainment dio a conocer un proyecto predebut llamado Yours Project. La compañía, que se especializa en tecnología deep-fake desde su fundación en 2017, tenía la intención de debutar un idol virtual basado en el cantante virtual de 1998, Adam. El idol se llama Jung Sae-jin y era el protagonista del proyecto.
La compañía inició el reclutamiento de aprendices reales para el proyecto, con la finalidad de averiguar qué querían los fanáticos y cómo deberían interactuar con ellos, para potenciar el éxito de su proyecto. El mismo contó con la participación de más de una docena de aprendices en diferentes momentos, pero no todos permanecieron. El proyecto se regía por las votaciones de los fanes, que podían seleccionar qué aprendices querían ver en fancams y hablar con ellos mediante un servidor de Discord. No obstante, el proyecto se canceló en 2021 tras la salida de varios aprendices por diferentes motivos.
A finales de 2021, la compañía reemplazó las redes sociales de Yours Project por las de Superkind, y reveló a su integrante virtual, Saejin, en noviembre. El tráiler debut de Saejin se lanzó en enero de 2022, y los cuatro integrantes restantes fueron revelados al público en marzo. El grupo debutó medio año después con el sencillo digital «Watch Out». El grupo se describió como «el primer entretenimiento de K-pop descentralizado» en el que su club de fanes, llamados «Players», podían decidir cómo se desarrollaría el grupo, qué conceptos querían ver en sus próximos lanzamientos y cómo se desarrollaría su historia. Las interacciones entre los fanáticos, el grupo y la compañía se realizan a través de Discord. Los fanes también podían realizar un test que revelaba su tipo, Nuke o Prid, antes de entrar al servidor.
El 27 de julio de 2022, JDV fue anunciado como el nuevo integrante, quien haría su debut con el segundo lanzamiento del grupo. El 8 de diciembre, Seung, el segundo miembro virtual, fue añadido al grupo durante el evento «Chapter 2: Take Me There».
El 21 de enero de 2023, el grupo anunció que regresaría su segundo sencillo digital «PlaySuperkind: Player Gauge 200», el 17 de marzo.

## Miembros
- Eugene (유진)
- Geon (건)
- Daemon (대이먼)
- Saejin (세진)
- SiO (시오)
- Seung (승)
- JDV

## Discografía

### EP
| Título                           | Detalles | Mejor posición | Ventas      |
| Título                           | Detalles | COR            | Ventas      |
| -------------------------------- | --- | -------------- | ----------- |
| Profiles of The Future (Λ) : 70% | - Lanzamiento: 18 de octubre de 2023 - Discográfica: Deep Studio Entertainment - Formato(s): CD, descarga, streaming | 21             | - COR: 6336 |

### Sencillos
| Título                                                                            | Año  | Mejor posición | Álbum                            |
| Título                                                                            | Año  | COR            | Álbum                            |
| --------------------------------------------------------------------------------- | ---- | -------------- | -------------------------------- |
| «Watch Out»                                                                       | 2022 | —              | Sin álbum                        |
| «Moody»                                                                           | 2023 | —              | Sin álbum                        |
| «Beam me up (2Dx3D)»                                                              | 2023 | —              | Profiles of The Future (Λ) : 70% |
| «–» indica que el lanzamiento no fue lanzado o no se posicionó en ese territorio. |      |                |                                  |